# Rostislav Gajtjukevič
Rostislav Sergeevič Gajtjukevič (in russo Ростислав Сергеевич Гайтюкевич?; traslitterazione anglosassone Rostislav Sergeevich Gaitiukevich, talvolta indicato come Gaytyukevich; 16 marzo 1994) è un bobbista russo.

## Biografia
Proveniente dall'atletica leggera, compete dal 2016 come frenatore per la squadra nazionale russa, debuttando in Coppa del Mondo il 17 dicembre 2016 a Lake Placid, dove fu quindicesimo nel bob a quattro, e in Coppa Europa nel gennaio 2017, disputando due stagioni nel circuito continentale prima di passare definitivamente al ruolo di pilota nell'inverno del 2018; disputò la sua migliore stagione in Coppa Europa nel 2018/19, piazzandosi al secondo posto in classifica generale nella combinata e al quarto in entrambe le specialità del bob.

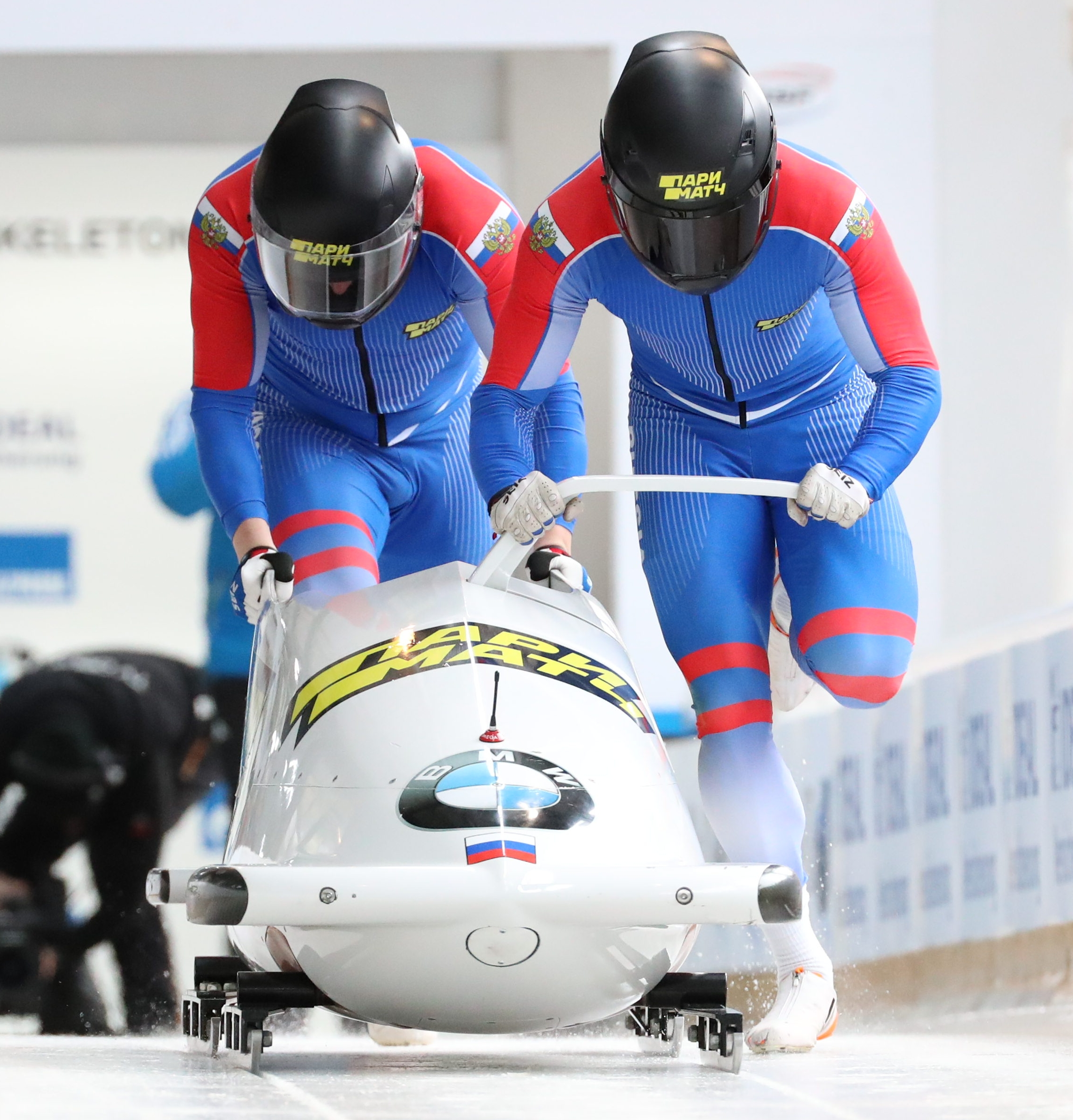
Rostislav Gajtjukevič (davanti) in gara nel bob a due ai campionati mondiali di Altenberg 2020

Si distinse particolarmente nelle categorie giovanili conquistando tre medaglie ai mondiali juniores, tra cui una d'oro e una d'argento vinte nell'edizione di Winterberg 2020 rispettivamente nel bob a quattro e nel bob a due, più una di bronzo colta a Schönau am Königssee 2019 nel bob a due; vinse inoltre un argento da frenatore nella categoria under 23 a Winterberg 2017. Può inoltre vantare tre medaglie ottenute agli europei juniores, una d'oro vinta nel bob a due a Innsbruck 2020 e due d'argento colte in entrambe le discipline a Sigulda/Innsbruck 2019.

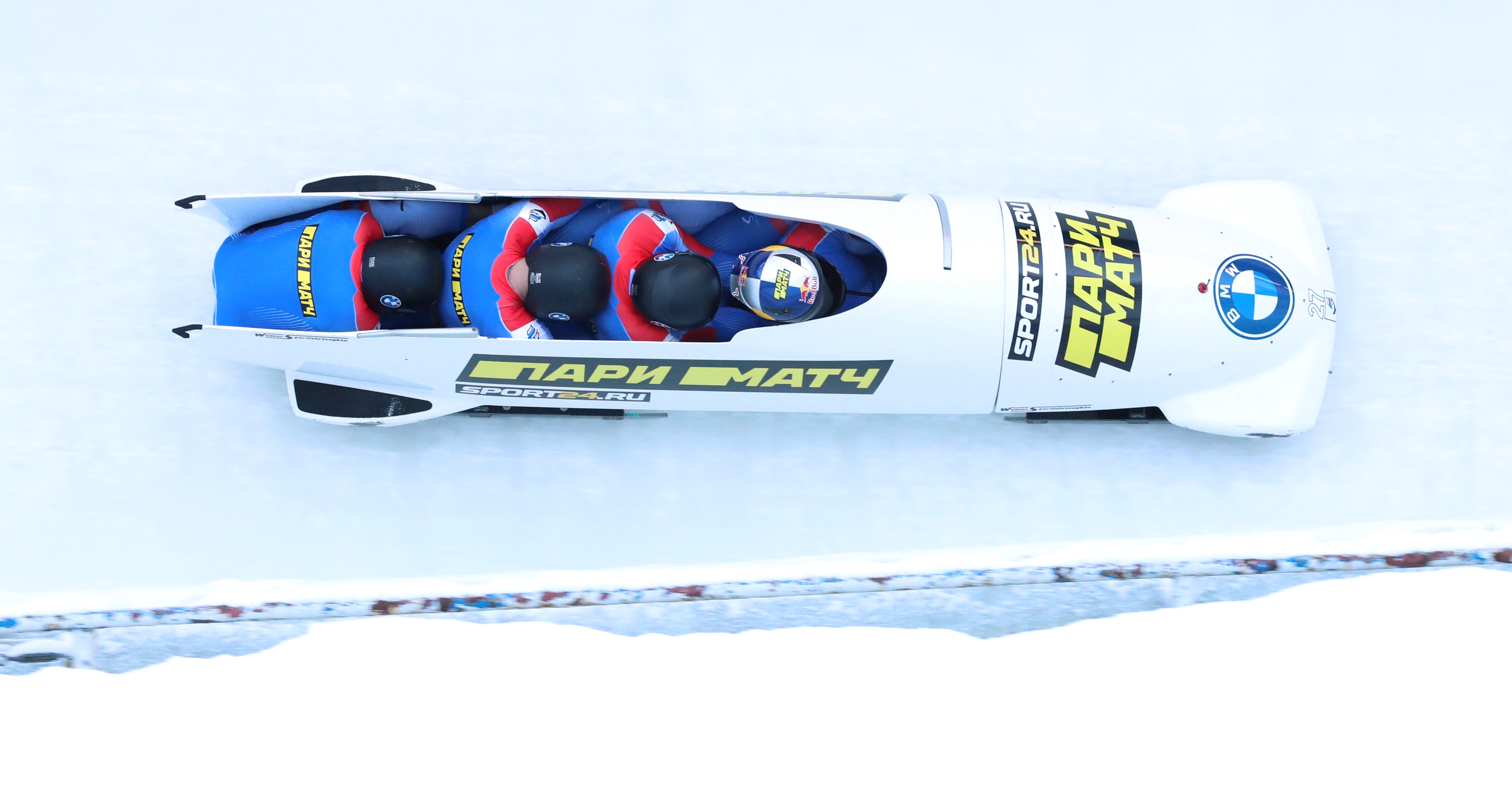
Rostislav Gajtjukevič alla guida del bob a quattro ai campionati mondiali di Altenberg 2021

Da pilota esordì in Coppa del Mondo durante la stagione 2019/20, il 3 gennaio 2020 a Winterberg dove fu dodicesimo nel bob a quattro, e colse il suo primo podio il 30 gennaio 2021 a Innsbruck, nella penultima tappa della stagione 2020/21, piazzandosi terzo nel bob a due in coppia con Michail Mordasov. Detiene quali migliori piazzamenti in classifica generale il decimo posto nel bob a due, il quinto nel bob a quattro e il sesto nella combinata maschile, tutti raggiunti nel 2020/21.
Prese parte a due edizioni dei campionati mondiali; nel dettaglio i suoi risultati nelle prove iridate sono stati, nel bob a due: non partito nella terza manche ad Altenberg 2020 e quattordicesimo ad Altenberg 2021; nel bob a quattro: sesto ad Altenberg 2021.
Nelle rassegne continentali ha conquistato la medaglia di bronzo nel bob a quattro a Winterberg 2021, edizione nella quale fu inoltre quinto nella specialità biposto.
Il 1º gennaio 2022 vinse la sua prima gara in Coppa del Mondo, imponendosi nel bob a due in coppia con Michail Mordasov.

## Palmarès

### Europei
- 1 medaglia:
  - 1 bronzo (bob a quattro ad Winterberg 2021).

### Mondiali juniores
- 3 medaglie:
  - 1 oro (bob a quattro a Winterberg 2020);
  - 1 argento (bob a due ad Winterberg 2020);
  - 1 bronzo (bob a due ad Schönau am Königssee 2019).

### Mondiali juniores under 23
- 3 medaglie:
  - 1 argento (bob a quattro a Winterberg 2017).

### Europei juniores
- 3 medaglie:
  - 1 oro (bob a due a Innsbruck 2020);
  - 2 argenti (bob a due a Sigulda 2019; bob a quattro a Innsbruck 2019).

### Coppa del Mondo
- Miglior piazzamento in classifica generale nel bob a due: 10º nel 2020/21;
- Miglior piazzamento in classifica generale nel bob a quattro: 5º nel 2020/21;
- Miglior piazzamento in classifica generale nella combinata: 6º nel 2020/21;
- 5 podi (3 nel bob a due, 2 nel bob a quattro):
  - 1 vittoria (nel bob a due);
  - 4 terzi posti (2 nel bob a due, 2 nel bob a quattro).

#### Coppa del Mondo - vittorie
| Data            | Luogo   | Paese    | Disciplina                 |
| --------------- | ------- | -------- | -------------------------- |
| 1º gennaio 2022 | Sigulda | Lettonia | a due con Michail Mordasov |

### Coppa Europa
- Miglior piazzamento in classifica generale nel bob a due: 4º nel 2018/19 e nel 2019/20;
- Miglior piazzamento in classifica generale nel bob a quattro: 4º nel 2018/19;
- Miglior piazzamento in classifica generale nella combinata maschile: 2º nel 2018/19;
- 15 podi (7 nel bob a due, 8 nel bob a quattro):
  - 3 vittorie (1 nel bob a due, 2 nel bob a quattro);
  - 9 secondi posti (4 nel bob a due, 5 nel bob a quattro);
  - 3 terzi posti (2 nel bob a due, 1 nel bob a quattro).